# Каварцано (Прато)
Каварцано је насеље у Италији у округу Прато, региону Тоскана.
Према процени из 2011. у насељу је живело 236 становника. Насеље се налази на надморској висини од 643 м.